# World Series of Poker 1997
Le World Series of Poker 1997 furono la ventottesima edizione della manifestazione. Si tennero dal 19 aprile al 13 maggio presso il casinò Binion's Horseshoe di Las Vegas.
Questa edizione ebbe la particolarità di essere l'unica in cui il Main Event venne giocato a cielo aperto, presso il Fremont Street Experience, appena fuori dal Binion's.
Ma le WSOP 1997 vengono soprattutto ricordate per la vittoria al Main Event di Stu Ungar, a sedici anni di distanza dal suo secondo successo. Ungar vinse per la terza volta: record ancora imbattuto, tenendo presente che Johnny Moss vinse la prima edizione quando non era ancora stata istituita la modalità torneo.

## Eventi preliminari
| Evento                                      | Vincitore          | Premio   | Ultimo giocatore eliminato |
| ------------------------------------------- | ------------------ | -------- | -------------------------- |
| $2.000 Limit Hold'em                        | Kevin Song         | $397.120 | Yuan Lanvin                |
| $1.500 Seven Card Razz                      | Linda Johnson      | $96.000  | Peter Brownstein           |
| $1.500 Limit Omaha                          | Claude Cohen       | $110.400 | Frankie Havard             |
| $1.500 seven card stud                      | Maria Stern        | $140.708 | Adam Roberts               |
| $1.500 Pot Limit Omaha                      | Chris Björin       | $154.800 | Michael Davis              |
| $1.500 seven card stud Split                | Doug Saab          | $130.305 | Bernie Rosenthal           |
| $2.000 No Limit Hold'em                     | John Cernuto       | $259.150 | Thomas Sparks              |
| $2.000 Omaha 8 or better                    | Scotty Nguyen      | $156.950 | Mike Matusow               |
| $2.000 Pot Limit Hold'em                    | Dave Ulliott       | $180.310 | Chris Truby                |
| $2.500 seven card stud                      | Vasilis Lazarou    | $169.000 | Caesar Como                |
| $2.500 Pot Limit Omaha                      | Mattias Rochnacher | $183.000 | Surinder Sunar             |
| $2.500 seven card stud Split                | Max Stern          | $117.000 | Artie Cobb                 |
| $3.000 Limit Hold'em                        | Louis Asmo         | $231.600 | Jim Meehan                 |
| $3.000 Omaha 8 or better                    | Dean Stonier       | $145.200 | John Hom                   |
| $3.000 Pot Limit Hold'em                    | Phil Hellmuth      | $204.000 | Tom McEvoy                 |
| $5.000 Deuce to Seven Draw                  | Johnny Chan        | $164.250 | Lyle Berman                |
| $3.000 No Limit Hold'em                     | Max Stern          | $237.615 | Kathy Liebert              |
| $5.000 seven card stud                      | Mel Judah          | $176.000 | Vasilis Lazarou            |
| $5.000 Limit Hold'em                        | Bob Veltri         | $224.000 | Ed Stevens                 |
| $1.000 seven card stud riservato alle donne | Susie Isaacs       | $38.000  | Karen Wolfson              |

## Main Event
I partecipanti al Main Event furono 312. Ciascuno di essi pagò un buy-in di 10.000 dollari.

### Tavolo finale
| Piazzamento | Nome         | Premio     |
| ----------- | ------------ | ---------- |
| 1°          | Stu Ungar    | $1.000.000 |
| 2°          | John Strzemp | $583.000   |
| 3°          | Mel Judah    | $371.000   |
| 4°          | Ron Stanley  | $212.000   |
| 5°          | Bob Walker   | $161.120   |
| 6°          | Peter Bao    | $127.200   |